# 布朗东维莱尔
布朗东维莱尔（法語：Brandonvillers）是法国马恩省的一个市镇，属于维特里-勒弗朗索瓦区。该市镇总面积11.69平方公里，2009年时的人口为146人。

## 人口
布朗东维莱尔人口变化图示